# 卡罗伊·米哈伊
卡罗伊·米哈伊·亚当·哲尔吉·米克洛什，纳吉卡罗伊伯爵（匈牙利語：Count Mihály Ádám György Miklós Károlyi de Nagykároly，1875年3月4日—1955年3月19日）是一名匈牙利政治家。
第一次世界大战前渴望调整奥匈帝国的外交政策，主张向匈牙利的非马扎尔族臣民让步。战后于1919年任匈牙利民主共和国总统，未能保住前王国的土地。

## 生平
卡罗伊出生于匈牙利最富有和最著名的罗马天主教贵族家族之一。
1910年作为保守派议员选入匈牙利国会，在第一次世界大战期间，开始作为战争的支持者，但是随着战争的继续，逐渐在议会成为战争最著名的评论家。
1916年卡罗伊组建一个新的政党，称为1848年独立联合党，通常称为卡罗伊党。
卡罗伊党是一个弱势群体，在议会只有20名成员，其中大多数对卡罗伊党没有严肃的承诺。卡罗伊主张与盟友和平相处，分配大庄园土地，废除特许经营和语言的要求，实行普选，各民族一律平等，赋予妇女选举权和担任公职，在奥匈帝国内实行最大限度的自治以及亲斯拉夫的政策，对战前保守的匈牙利来说是很进步的。
特别是在1915年，卡罗伊要求退伍军人应该授予选举权，此举赢得了大众的支持，但激怒了首相蒂萨·伊什特万伯爵。战争期间，卡罗伊在瑞士秘密接触英国和法国外交官。1918年1月卡罗伊宣称他是伍德罗·威尔逊14点和平原则的追随者。
1918年10月秋玫瑰革命后，卡罗伊成为国家领袖。他建立由他的一派、资产阶级激进派和社会民主党人组成的民族委员会，国王卡罗伊四世（也是奥地利皇帝查理一世）随即任命他为匈牙利首相，承认匈牙利独立，可以拥有自己的军队。
1918年11月16日卡罗伊宣布成立匈牙利民主共和国，自己担任临时总统。
1919年1月11日民族委员会正式承认他为总统。
卡罗伊想与协约国缔结有利的和约，但没有成功。他试图创建一个“东方瑞士”，想说服匈牙利非匈牙利人的民族留下来加入新的匈牙利民主共和国。这一努力完全失败，作为非匈牙利人的人民由于马扎尔人漫长的压迫岁月，更愿意加入罗马尼亚、捷克斯洛伐克和南斯拉夫。
由于匈牙利签署了停战协议，而不是和平条约，盟军继续封锁直至其签订了一项和平协议。匈牙利整个战争期间已经遭受严重的食物短缺，从1917年起因饥荒死亡已经成为常见的事。来自特兰西瓦尼亚和加利西亚的难民更加令这个国家深陷困境。
更糟糕的是捷克斯洛伐克的成立削减了德国供应给匈牙利的煤炭，没有煤炭使1918—1919年匈牙利的冬季陷入寒潭，铁路网络功能逐渐消失，铁路的崩溃反过来又导致行业的崩溃，因此造成大规模失业。无能的卡罗伊政府印刷更多的钱，从而导致大规模通货膨胀，匈牙利更加贫穷。
1919年3月20日，当协约国提出进一步的领土要求时，卡罗伊宣布辞职，社会民主党和库恩·贝洛领导的共产党合并，成立匈牙利苏维埃共和国。
1919年7月，卡罗伊流亡到法国，第二次世界大战期间在英国。
1946年作为左派社会党人回国，1947—1949担任匈牙利驻法国大使。
1949年，他以辞职抗议公审和处死拉伊克·拉斯洛。不久再次去国外，1955年死于法国旺斯。

## 卡罗伊内阁
- 农业部长:布扎·巴尔纳(Barna Buza)

- 商务部长:高劳米·埃尔诺(Ernő Garami)

- 国防部长:林德尔·贝洛 (1918年10月31日至1918年11月9日)；巴尔塔·阿尔伯特(Albert Bartha) (1918年11月9日到1918年12月12日; 卡罗伊·米哈伊 (1918年12月12日到1918年12月29日; 费斯泰迪奇·桑德尔 (1918年12月29日到1919年1月19日)

- 财政部长:卡罗伊·米哈伊 (1918年10月31日到1918年11月25日；森德·帕尔 (1918年11月25日到1919年1月19日)

- 食品部长:纳吉·费伦茨(Ferenc Nagy)

- 内政部长:包贾尼·蒂沃道尔 (1918年10月31日到1918年12月12日; 纳吉·文斯 (1918年12月12日到1919年1月19日)

- 司法部长:布扎·巴尔纳 (1918年10月31日到1918年11月3日; 拜林凯伊·德奈什 (1918年11月3日到1919年1月19日)

- 国王私人部长:包贾尼·蒂沃道尔 (1918年10月31日到1918年11月1日)

- 宗教和教育部长:洛瓦西·马尔东（Márton Lovászy） (1918年10月31日到1918年12月23日)

- 福利和劳工部长:孔菲·齐格蒙特(Zsigmond Kunfi) (1918年12月12日到1919年1月19日)

- 不管部长:雅兹·奥茨卡尔（Oszkár Jászi） (1918年10月31日到1918年11月1日); 孔菲·齐格蒙特 (1918年10月31日到1918年11月12日); 林德尔·贝洛 (1918年11月9日到1918年12月12日)

- 克罗地亚-斯拉沃尼亚和达尔马提亚不管部部长:孔菲·齐格蒙特 (1918年11月6日到1919年1月19日)

- 民族不管部部长:雅兹·奥茨卡尔 (1918年11月1日到1919年1月19日)